# W. C. Clark

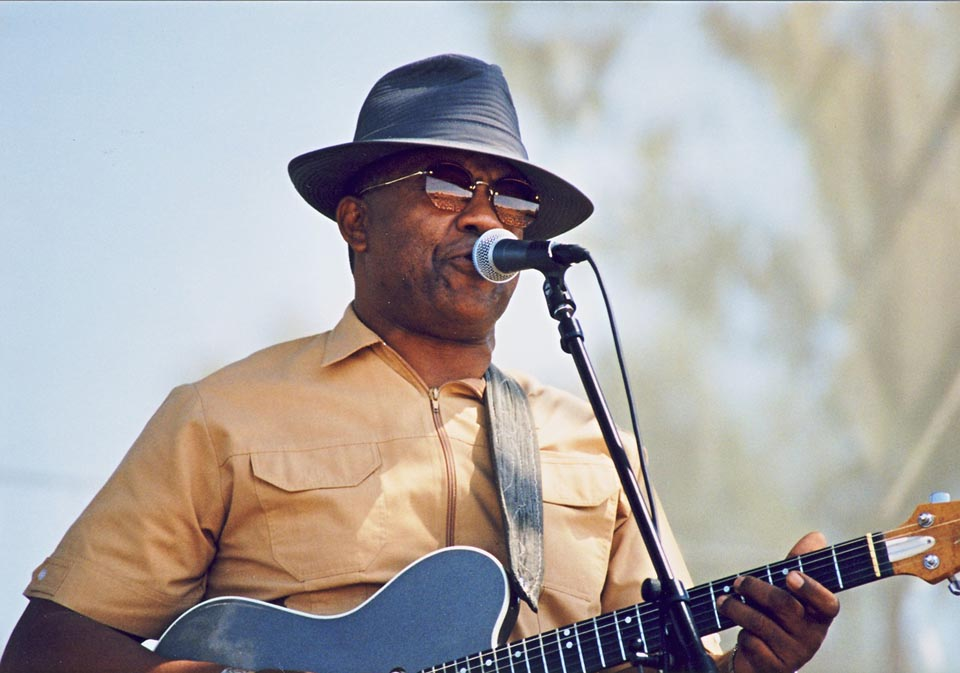
W. C. Clark (1996)

Wesley Curley Clark (* 16. November 1939 in Austin, Texas; † 2. März 2024) war ein US-amerikanischer Blues-Gitarrist, -sänger und -songwriter. Er trug den Beinamen „The Godfather of Austin Blues“.

## Leben
Clark wurde 1939 in Austin in eine musikalische Familie hineingeboren; sein Vater spielte Gitarre und seine Mutter und die Großmutter sangen im Chor der St. John’s College Baptist Church. Im Alter von 14 Jahren begann Clark, Gitarre und Bass zu spielen, und mit 16 Jahren hatte er in Austin seinen ersten Auftritt. Er spielte mit verschiedenen wichtigen Musikern der dortigen Bluesszene, so z. B. mit Blues Boy Hubbard and The Jets, und wurde in den folgenden Jahren ein wichtiger Protagonist dieser Szene. Ende der 1960er-Jahre wurde er Mitglied in der Band des Soulsängers Joe Tex und verließ Austin.
Er kehrte der Band bald wieder den Rücken, um nach Austin zurückzukehren. Hier war er überrascht von der blühenden Bluesszene, die besonders von jungen weißen Bluesmusikern getragen wurde, die oft von der nahen University of Texas kamen. Bill Campbell, Angela Strehli, Lewis Cowdrey, Paul Ray, Stevie Ray Vaughan und dessen älterer Bruder Jimmie Vaughan zogen immer mehr Menschen an. In den frühen 1970er-Jahren gründete Clark verschiedene Bands und entwickelte seine Fähigkeiten als Songwriter weiter. Seine Bemühungen um einen Plattenvertrag blieben aber erfolglos, und so arbeitete er als Mechaniker bei einem örtlichen Ford-Händler.
Dort besuchte ihn der junge Stevie Ray Vaughan und überzeugte ihn, Mitglied der Gruppe zu werden, die er gerade zusammenstellte. Er stimmte zu, und gemeinsam mit der Sängerin Lou Ann Barton bildeten sie die Triple Threat Revue, in der Clark Bass spielte. Zu dieser Zeit schrieb er gemeinsam mit dem Keyboarder der Band One Shot, das Mitte der 1980er-Jahre für Vaughan zum größten Hit wurde. 1975 formierte Clark die W. C. Clark Blues Revue, eine Band, die in den gesamten 1980er-Jahren mit Größen wie James Brown, B. B. King, Albert King, Freddie King, Sam & Dave, Elvin Bishop und Bobby Bland unterwegs war. Mit ihr nahm er 1987 auch sein erstes Album, Something for Everybody, auf. Anfang der Dekade nahm er auch die späteren Rockwunderkinder Charlie Sexton und Will Sexton unter seine Fittiche und brachte ihnen das Gitarrespielen bei. 1990 sendete PBS ein Konzert im Rahmen ihrer Sendereihe Austin City Limits, das 1989 aus Anlass seines fünfzigsten Geburtstags aufgenommen wurde. Dieses Konzert machte ihn auch national bekannt. Mit Clark traten Stevie Ray Vaughan, Jimmie Vaughan, Kim Wilson, Lou Ann Barton, Angela Strehli und Will Sexton auf.
Im März 1997 verunglückte der Bandbus, wobei Clarks Verlobte und der Schlagzeuger der Band starben. Zur Erinnerung an sie nahm er 1998 das Album Lover’s Plea auf. 2000 sendete PBS im Rahmen eines Stevie-Ray-Vaughan-Specials eine Jam-Session mit ihm und Clark. In der ersten Dekade des neuen Jahrtausends war W. C. Clark oft auf Bluesfestivals zu hören oder er ging auf Tournee. Er starb im März 2024 im Alter von 84 Jahren.

## Diskographie
- 1987 Something for Everybody (Drippin’ DR-1001) (LP; unter dem Namen W. C. Clark Blues Revue)
- 1994 Heart of Gold (Black Top Records BT-1103)
- 1995 Texas Soul (Black Top Records BT-1131)
- 1998 Lover’s Plea (Black Top Records BT-1145)
- 2002 From Austin with Soul (Alligator ALCD 4884)
- 2004 Deep in the Heart (Alligator ALCD 4897)

## Auszeichnungen
- 2003 W. C. Handy Award: Blues Song of the Year für Let It Rain
- 2004 W. C. Handy Award: Nominierung als Male Soul Artist of the Year
- 2004 W. C. Handy Award: Nominierung als Blues Album of the Year für Deep in the Heart
- 2004 W. C. Handy Award: Nominierung als Soul/Blues Album of the Year für Deep in the Heart

## Festivalauftritte (Auswahl)
- King Biscuit Blues Festival, Helena, Arkansas
- Santa Cruz Blues Festival, Santa Cruz, Kalifornien
- Monterey Bay Blues Festival, Monterey, Kalifornien
- Chicago Blues Festival, Chicago, Illinois
- Kansas City Blues & Jazz Festival, Kansas City, MO
- Waterfront Blues Festival, Portland, Oregon
- Beale Street Music Festival, Memphis, Tennessee
- Austin Jazz & Arts Festival, Austin, Texas
- Wortham Blues Festival, Wortham, Texas
- Toronto Blues Festival, Toronto, Kanada
- Lucerne Blues Festival, Luzern, Schweiz

## Pressestimmen
- ...one of the greatest modern blues performers in the world…blending rock with R&B, soul and a touch of funk. Austin American Statesman[5]
- Superb. He’s a soulful vocalist and a tasty guitarist with an enormous amount of talent. Billboard[2]
- Good rockin’, soul-drenched Austin blues. A potent combination of gritty Texas guitar wedded to devastating, gospel-rich Memphis vocals. Austin Chronical[5]
- Clark conjures the vocal power of Otis Redding and Wilson Pickett and the guitar of Steve Cropper and Albert King. Blues Revue[5]